# Vahé Oshagan
Vahé Oshagan (arménien : Վահէ Օշական), né le 9 octobre 1922 à Plovdiv et mort le 30 juin 2000 à Philadelphie, est un poète arménien. Il est considéré comme un auteur majeur de la diaspora arménienne et, selon Marc Nichanian, comme le « le poète le plus important de sa génération ».

## Biographie
Vahé Oshagan naît le 9 octobre 1922 à Plovdiv,. Il est le fils de Hagop Oshagan et d'Araxie Astardjian. Il grandit au Caire (Égypte), puis à Chypre et à Jérusalem. Ainsi, en 1933, il termine ses études à l'Institut Melkonian (Chypre) puis termine celles suivies au Collège Saint-Georges (Jérusalem) en 1939.
En 1951, il obtient un doctorat en littérature comparée à la Faculté des lettres de Paris,.
En 1952, il s'installe à Beyrouth, où il enseigne la littérature (arménienne, française, anglaise) ainsi que la philosophie ou encore la psychologie, notamment à l'université américaine de Beyrouth en 1960-1975 ainsi qu'à l'université Haigazian en 1962-1975.
En 1975, à cause de la guerre du Liban, Vahé Oshagan s'installe à Philadelphie, où il travaille pour l'université de Pennsylvanie entre 1976 et 1982,, dans le département d'arménologie. Il est aussi pendant onze ans le rédacteur-en-chef de la revue littéraire RAFT: an Annual of Poetry and Criticism, qui a notamment pour objectif de publier des traductions en anglais d’œuvres arméniennes.
En 1992-1994 (ou peut-être en 1993-1998), il enseigne à l'université Macquarie (Sydney) puis à l'université de Californie à Berkeley (en 1985-1988 ?). Pendant la guerre du Haut-Karabagh, il se rend dans l'enclave arménienne et donne des cours dans son université.
Il meurt le 30 juin 2000 à Philadelphie,.

### Vie privée
Il est le père de deux fils, Ara et Haïg, de son mariage avec Arsiné.
Il est membre de la Fédération révolutionnaire arménienne.

## Publications

### Ouvrages

#### En arménien
- (hy) Պատուհան [« Fenêtre »], Beyrouth, Impr. Olympic,‎ 1956, 81 p.
- (hy) Քաղաք [« Ville »], Beyrouth,‎ 1963
- (hy) Քառուղի [« Carrefour »], Beyrouth,‎ 1971, 160 p.
- (hy) Ահազանգ [« Alarme »], Philadelphie,‎ 1980, 180 p.
- (hy) Խուճապ [« Panique »],‎ 1983
- (hy) Փախստականը [« Le Fugitif »], Antélias, Éditions du catholicossat arménien de Cilicie,‎ 1987, 228 p. (BNF 41447469)
- (hy) Թակարդին շուրջ [« Autour du piège »], New York,‎ 1988, 295 p. (BNF 43655661)
- (hy) Սերունդներ [« Générations »], Beyrouth, Impr. Vahé Sétian,‎ 1995, 228 p. (BNF 44350913)
- (hy) Ինքնութիւն [« Identité »], Antélias, Éditions du catholicossat arménien de Cilicie,‎ 1996, 228 p.

#### En anglais
- (en) The English influence on west Armenian literature in the nineteenth century, Caravan Books, 1982

#### En français
- Onction  (trad. Anahide Ter Minassian), Parenthèses, coll. « Diasporales », 2020, 128 p. (ISBN 978-2-86364-347-1) (nouvelle issue d'Autour du piège[6])

### Articles
- (en) « Literature of the Armenian Diaspora », World Literature Today, vol. 60, no 2 « Literatures of the Middle East: A Fertile Crescent »,‎ 1986, p. 224-228 (DOI 10.2307/40141687, JSTOR 40141687)